# Bataille d'al-Hodeïda
- Zone contrôlée par le gouvernement yéménite
- Zone contrôlée par les Houthis

Guerre civile yéménite
Batailles
- Bataille d'Amran
- 1re Bataille de Sanaa
- Bataille de l'aéroport d'Aden
- 1re Bataille d'Aden
- Bataille de Taëz
- 1re Bataille de Moukalla
- 2e Bataille de Moukalla
- 2e Bataille de Sanaa
- 2e Bataille d'Aden
- Bataille d'al-Hodeïda
- Prise de Socotra
- 3e Bataille d'Aden
- 4e Bataille d'Aden
- Offensive de Najran
- Attaque d'Abqaïq et de Khurais
- Offensive d'Al Bayda
- Offensive d'Al Jawf
- Bataille de Marib

La bataille d'al-Hodeïda est une bataille qui oppose, lors de la guerre civile yéménite, les Houthis aux partisans d'Abdrabbo Mansour Hadi et qui se déroule du 13 juin 2018 au 12 janvier 2019.

## Prélude

Carte de l'offensive d'al-Hodeïda.

La ville portuaire d'al-Hodeïda, située dans l’ouest du Yémen, sur les rives de la mer Rouge, a une population estimée à 400 000 habitants dans les années 2010. Elle est stratégique pour les importations du pays en produits alimentaires et pour l’acheminement de l’aide internationale. Le Yémen dépend des importations pour 90 % de ses besoins en nourriture, et 70 % de celles-ci passent par Hodeïda.
Le 8 décembre 2017, quelques jours après la mort de l'ancien président Ali Abdallah Saleh lors de la bataille de Sanaa contre les Houthis, les loyalistes, aidés de l'armée émiratie, reprennent le contrôle d'al-Khokha, située au sud du gouvernorat d'al-Hodeïda. Le 25 décembre, les combats se poursuivent à Haïs et Tahtia.
Le 5 février 2018, les loyalistes reprennent Haïs, située dans le gouvernorat d'al-Hodeïda.
Le 23 avril 2018, les Houthis annoncent la mort le 19 avril, dans une attaque aérienne, de Saleh Ali al-Sammad.
Mehdi Hussein al-Machat lui succède.
En mai 2018, les troupes qui prennent part à l'offensive sont la Résistance de Tihama, la Brigade des géants et la Résistance nationale de Tarek Saleh, neveu de l'ancien président.
Le 28 mai 2018, la coalition affirme que les loyalistes ne sont qu'à 20 km d'Al-Hodeïda. En réaction, les rebelles appellent à la « mobilisation générale ». Selon Gerald Feierstein, directeur au Middle East Institute, « la vraie question n'est pas de savoir si les membres de la coalition peuvent prendre Hodeida. C'est ce qu'ils veulent faire après. Est-ce qu'ils vont [...] permettre à l'aide humanitaire d'entrer sans entrave ? Est-ce qu'ils vont s'appuyer sur leur victoire militaire pour obtenir des pourparlers politiques ? Si ce n'est pas le cas, ce ne sera pas positif ». Selon Peter Salisbury, chercheur au Chatham House, « le conflit entre dans une nouvelle phase, mais probablement pas la dernière. La question est de savoir combien de temps la bataille pour Hodeida va durer et quels seront les dégâts pour le principal port du pays. Si les combats se prolongent pendant des semaines ou des mois et sont très destructeurs (...), ce sera très mauvais pour la population yéménite ».
Le 30 mai, la Résistance nationale annonce vouloir encercler la ville.
Le 4 juin 2018, la coalition affirme que les loyalistes ne sont qu'à neuf km de la ville.
Le 12 juin, les Émirats arabes unis donnent 48h aux Houthis pour quitter la ville. La veille, dans le cadre d'une pause dans les combats, ceux-ci avaient envoyé des renforts et des armes lourdes aux loyalistes à Douraïhmi, située à 10 km de la ville. Par ailleurs, les rebelles ont repris de façon éphémère le contrôle du village Al-Jah avant d'en être chassés par les loyalistes.

## Déroulement
Le 13 juin 2018, l'assaut est donné à 13h, et les combats ont lieu au sud de la ville, où est situé l'aéroport. Des raids aériens de la coalition ont également lieu.
Le 14 juin, les loyalistes sont à 2 km de l'aéroport. 
Le 15 juin, les loyalistes prennent le contrôle d'une partie de l'aéroport. Les rebelles lancent un appel à la mobilisation générale, et coupent une route située à Touhaita, au sud d'Al-Hodeïda.
Le 16 juin, les loyalistes affirment avoir repris l'aéroport. 
Le 17 juin, des échanges de tirs ont lieu dans les environs de l'aéroport, ce qui ralentit l'arrivée de renforts des loyalistes tandis que ceux-ci assiègent le sud et l'ouest de la ville.
Par ailleurs, la France serait prête à participer au déminage du port après les combats et les forces spéciales françaises seraient présentes aux côtés des forces émiraties au Yémen, mais « qu’il n’y a pas d’action militaire française aujourd’hui dans la région de Hodeïda, et la France ne fait pas partie de la coalition qui est engagée sur ce théâtre ». Les États-Unis ont rejeté pour leur part la requête d’Abou Dhabi qui leur demandait des moyens de renseignement, de surveillance aérienne, de reconnaissance et de déminage.
Le 18 juin, les frappes de la coalition reprennent, celles-ci visent l'aéroport d'Al-Hodeïda. Le 19 juin, les loyalistes entrent dans l'aéroport, tandis que les frappes se poursuivaient. En prévision de l'offensive au cœur de la ville, les rebelles bloquent les routes à l'aide de sable, creusent des tranchées et interdisent aux habitants de prendre des photos avec leurs téléphones. Le 20 juin, les loyalistes prennent l'aéroport. Les rebelles se replient à l'ouest et au sud de la ville.
Le 21 juin, les loyalistes envoient de nouveaux renforts vers la ville.
Le 24 juin, les Houthis acheminent des renforts et érigent des points de contrôle, tandis que des combats éclatent entre eux et la Résistance de Tihama, dans les environs de l'université, à trois km du centre-ville.
Le 1er juillet 2018, les Émirats arabes unis annoncent une suspension de l'offensive alors que des sources militaires dans l’ouest du Yémen ont confirmé une désescalade dans les opérations militaires depuis une semaine, hormis quelques échanges de tirs sporadiques autour d’Hodeïda.
Les loyalistes progressent de nouveau le 8 septembre. Le 9 septembre, les loyalistes poursuivent leur avancée et atteignent la route Kilo 16, qui relie entre autres Sanaa et al-Hodeïda. Le 12 septembre, les loyalistes reprennent les routes Kilo 10 et Kilo 16, cette dernière étant reprise par la brigade des géants, affiliée à l'armée yéménite. Le 13 septembre, les rebelles lancent une contre-offensive pour tenter de les reprendre. Au même moment, les rebelles font un appel à la mobilisation un peu partout à travers les territoires qu'ils contrôlent, notamment dans la mosquée de Sanaa.
La nuit du 17 au 18 septembre, la coalition annonce la reprise de l'offensive pour reconquérir la ville et son port.
Le 1er novembre, les combats reprennent dans la banlieue nord de la ville, où est située l'université.
Le 8 novembre, les loyalistes entrent dans la ville et contrôlent les abords sud et est du port. Le 9 novembre, les loyalistes reprennent l'hôpital du 22 mai tandis que des combats urbains prennent le relais.
Le 10 novembre commencent des combats urbains. Les rebelles posent des mines dans les abords du port.
Une accalmie a lieu à partir du 12 novembre. Le 14 novembre, les loyalistes gèlent l'offensive.
Le 19 novembre, de nouveaux combats éclatent à l'est de la ville. Le 20 novembre, de nouveaux affrontements ont lieu au sud de la ville.
En décembre 2018, un accord de cessez-le-feu est signé à Stockholm. Après cet accord, l'ONU envoie des observateurs pendant 1 mois pour mesurer le respect de cet accord. Le traité inclut un accord de retrait des rebelles des ports d'Hodeïda, de Salif et de Ras Issa.
Du 14 au 17 décembre, de nouveaux affrontements ont lieu, puis reprennent sporadiquement le 26 décembre. De nouveaux combats ont lieu le 12 janvier.
En septembre 2019, les rebelles Houthis affirment que « Les raids intensifs sur Hodeida sont une grave escalade de nature à dynamiter l'accord de Suède »,

## Les pertes
Au 2 juin, les combats font 110 morts, dont 20 loyalistes. Le 12 juin, les combats font 30 morts parmi les loyalistes et 200 parmi les Houthis. Le 13 juin, les combats, font 22 morts parmi les rebelles et trois parmi les loyalistes. Les combats font aussi quatre morts du côté des forces émiraties. Des raids aériens de la coalition ont également lieu. Le 14 juin 2018, les combats font 39 morts du côté des Houthis et neuf du côté loyaliste. Le 15 juin, 12 loyalistes sont tués. Au 17 juin, les combats ont fait 118 morts parmi les rebelles et 21 parmi les loyalistes. Au 20 juin, les combats pour le contrôle de l'aéroport font 28 morts parmi les loyalistes et 156 parmi les Houthis. Le 21 juin, les combats font 22 morts parmi les Houthis et quatre parmi les loyalistes. Le 26 juin, les combats font 55 morts donc 38 Houthis et trois loyalistes, soit 429 morts depuis le début de la bataille. De juin à juillet 2018, les combats ont fait 480 morts dont 11 civils.
Le 9 septembre, 73 Houthis et 11 loyalistes sont tués, tandis que 17 loyalistes et plusieurs dizaines de rebelles sont blessés lors des combats. Aux environs du 13 septembre, les combats font 80 morts depuis la reprise des hostilités. Entre le 13 et le 14 septembre, les combats font 50 morts, tandis que 15 autres rebelles sont tués lors de raids de la coalition. Le 16 septembre, les combats font 32 morts parmi les Houthis.
Entre le 1er et le 8 novembre, les combats font 250 morts, dont 197 Houthis et 53 membres loyalistes,. Le 9 novembre, ils font 132 morts. Le 11 novembre, ils font 150 morts. Le total est alors de 592 morts dont 460 Houthis, 125 loyalistes et 7 civils.
Le 24 novembre, les combats au sud et à l'est de la ville font 26 morts du côté des rebelles et cinq du côté loyaliste.

## Trêve
Le 23 décembre 2018, le gouvernement accepte de payer les fonctionnaires de la ville. Le 29 décembre, les Houthis commencent leur retrait du port de la ville, information dont doutent les loyalistes.
Le 17 janvier 2019, des observateurs de l'ONU essuient des tirs.
Le 18 février, un nouveau plan de redéploiement est signé. En mai 2019, les rebelles se retirent du port d’Hodeïda, avec retard mais conformément à l'accord de décembre 2018. Il s'agit du premier retrait consenti par les houthistes. Ils profitent de ce cessez-le-feu pour redéployer leurs forces dans la province d’Al-Dhale où ils avancent. Le 12 juin, tout en confirmant le retrait des houthis, l'ONU les appelle à se retirer de deux ports restants.
Le 23 octobre, les deux belligérants mettent en place des postes d'observation mixtes.
Le 25 novembre, huit combattants houthistes sont tués lors d'un raid aérien, alors que des combats ont lieu dans les banlieues est et sud de la ville.

## Analyses
Selon Franck Mermier, directeur de recherches au CNRS, « Hodeida est gouvernée d’une main de fer par les Houthis. Il n’y a pas eu de grand mouvement de contestation contre l’occupant. Hodeida est une ville de brassage, sans grande cohésion urbaine. La région avait été entièrement désarmée dans les années 30. Mais depuis cette époque, il y a un fort ressentiment anti-nordiste dans la Thiama, qui se considère délaissée par le pouvoir central : le socle politique des Houthis y est donc très limité ».
Selon l'activiste Hicham al-Omeïsi, « même si un cessez-le-feu stoppe l’avancée de la coalition avant qu’elle ne se soit emparée du port, l’assaut aura eu pour effet d’asseoir les Houthis autour de la table, ce qui est en soi un succès ».